# Veľké Úľany
Veľké Úľany (maďarsky Nagyfödémes), dříve (do roku 1948) Veľký Fedymeš, jsou obec na Slovensku v okrese Galanta. Leží mezi Malým Dunajem a Čiernou vodou, 12 m jihozápadně od Galanty. V roce 2011 zde žilo 2757 osob maďarské národnosti a 1468 osob slovenské národnosti.
V domě Školská ul. 726 je expozice „Dům lidového bydlení, Velké Úlany“, která je součástí Vlastivědného muzea v Galantě.

## Části obce
- Lencsehely
- Nové Osady
- Ekoosada

## Historie
První písemná zmínka o obci pochází z roku 1221. Jméno obce pochází ze staré maďarštiny, ve které födém znamenal úl; pravděpodobně to bylo sídlo známých včelařů. V 16. století se nynější obec skládala ze dvou obcí Németfödémes a Ófödémes. V roce 1828 zde byl postaven první cukrovar ve střední Evropě. V letech 1938 až 1945 byla obec přičleněna k Maďarsku. V roce 1947 v rámci výměny obyvatelstva mezi Československem a Maďarskem došlo k příchodu velkého počtu slovenských evangelíků z Maďarska, o rok později byla obec přejmenována z Veľkého Fedymeše na Veľké Úľany.
Část obce zvaná Lencsehely byla zmiňována již v roce 1386.
V roce 1976 byla k Veľkým Úľanům připojena obec Nové Osady. Tato obec vznikla v roce 1927 pod názvem Švehlovo sloučením bývalých osad Hajmáš a Sedín (původně Szőgyén). V meziválečném období se sem přistěhovali čeští kolonisté. Na Nové Osady bylo Švehlovo přejmenováno v roce 1951.

## Partnerské obce
- Csabrendek, Maďarsko
- Jánossomorja, Maďarsko